# 林芙美子
林芙美子（日語：林 芙美子，1903年12月31日—1951年6月28日）是一位日本作家、小說家及詩人。

## 生平
林芙美子出生的時間與地點仍然有所爭議，她自己認為是出生於1904年5月5日的山口縣下關市。但是在林芙美子去世20年之後，有學者認為她出生於門司市小森江（現在的北九州市門司區）。
她的生父是宮田麻太郎，但是林芙美子被登記於舅父之戶籍下。林芙美子於七歲（1910年）的時候與母親和繼父推銷煤炭開採，林芙美子也於長崎、佐世保與下關等地度過小學時代。她於1918年（大正9年）15歲時進入尾道市立高等女學校（現在的廣島縣立尾道東高等學校）就讀，並以秋沼陽子的筆名於當地報紙上發表短歌與詩作。1922年從高中畢業後，林芙美子與情人搬到東京和幾個人住在一起，關東大地震發生後，她與父母回到尾道與四國避難，當時也開始使用筆名美子，開始寫的日記後來則成為《放浪記》原型。1924年，她回到東京，認識坪井繁治、岡本潤、高橋新吉、小野十三郎與辻潤等人。1926年與畫家手塚綠敏結婚。
長谷川時雨主編的《女人藝術》雜誌於1928年（昭和3年）2月刊登林芙美子的詩作《黍畑》，自傳式小説《放浪記》從同年10月至隔年10月為止連載20回，並獲得正面評價。

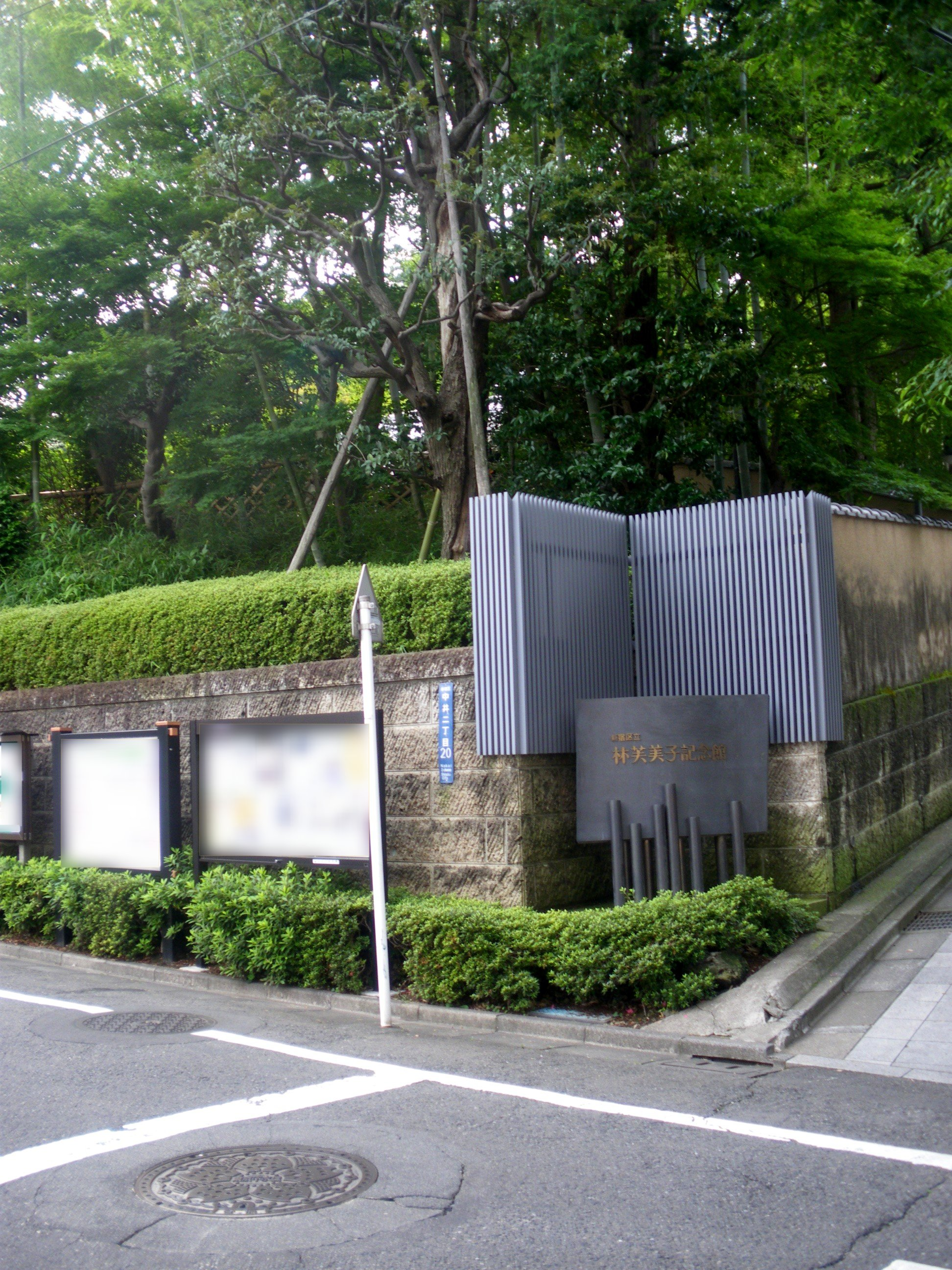
林芙美子記念館

1937年南京保衛戰爆發後，林芙美子以每日新聞社記者的身分親臨現場。太平洋戰爭爆發後，她從1942年10月至1943年5月之間，以新聞記者的身份前往法國、新加坡、爪哇、婆羅洲等地。在1944年4月，她移居到手塚綠敏家鄉附近的長野縣山之内町上林溫泉。
她於1945年10月返回東京，定居於新宿區下落合，對於獲得寫作的自由感到高興。1951年6月26日，林芙美子從餐廳返回家中後，身體感到痛苦。1951年6月27日黎明，心臓麻痺嚴重發作後死亡。1951年7月1日，於自宅舉行了告別式，許多鄰近村莊的市民都參加林芙美子的告別式，治喪委員會主任委員為川端康成。林芙美子被埋葬於萬昌院功運寺。林芙美子的丈夫手塚綠敏之後協助整理她的著作，並於1989年去世。

## 作品
她的許多作品主題圍繞在自由奔放的婦女和心理困擾的關係。《放浪記》（1927年）是她的最知名的作品之一，三度被改編成電影，以該作品所改編的同名舞台劇更是多次再演。她最後一部小說是《浮雲》（1951年），後來由日本電影導演成瀨巳喜男在1955年改編成電影。
林芙美子的作品以女權主義為主題。她認同日本政府佔領中國，也曾積極報導日本政府在中國的事蹟，後來因此遭到批評。
直到1980年代，女性文學被認為是日本現代文學一個單獨的類別。評論家認為女性文學受到廣泛的歡迎，但是卻過於感傷。但埃里克森認為林芙美子的作品是清楚的表現出人性，不僅限於女性，也包括一些日本社會的底層人物。

## 紀念
下列地點是林芙美子的相關紀念地：
- 林芙美子紀念館：位於東京都新宿區，為二戰後至逝世的故居。
- 林芙美子誕生地紀念文學碑（林芙美子生誕地記念文学碑）：在她的出生地福岡縣北九州市門司區小森江淨水場附近，於1974年設立，碑上鐫刻有她的詩作《掌草紙》。
- 林芙美子資料館：設於福岡縣北九州市門司港車站附近的舊門司三井俱樂部內[5]
- 林芙美子文學館：位於長野縣山之内町角間溫泉，於1999年開館，為林芙美子與丈夫在二戰期間曾避居的地方[6]。

## 代表作
- 1930年：《放浪記》
- 1933年：《清貧記》
- 1949年：《浮雲》

## 注脚
1. ↑  井上貞邦：『林芙美子と北九州』、北九州市医報（1972年 - 1973年）
2. ↑  井上隆晴『二人の生涯』、光風社書店（1974年）
3. ↑  .   [2011-07-25]. （原始内容存档于2009-05-23）.
4. ↑  .   [2015年8月31日]. （原始内容存档于2010年1月12日）.
5. ↑  .   [2018-08-11]. （原始内容存档于2018-08-11）.
6. ↑  .   [2018-08-24]. （原始内容存档于2016-03-05）.

## 外部連結
- 北九州市 - 大里地区の観光スポット（出生地に関する記述あり）
- 林芙美子作品リスト （页面存档备份，存于） （青空文庫）
- 林芙美子生誕地文学碑（北九州市）
- 林芙美子の実説｢放浪記｣ （页面存档备份，存于）